# Iva Obradović
Iva Obradović (serbisch-kyrillisch Ива Обрадовић; * 6. Mai 1984 in Novi Sad) ist eine ehemalige serbische Ruderin. Sie gewann den Einer-Wettbewerb bei den Mittelmeerspielen 2013 sowie zwei Europameisterschafts-Silbermedaillen. 2008 nahm Obradović an den Olympischen Sommerspielen im Einer teil.

## Leben
Obradović begann im Jahr 2001 mit dem Rudersport, den bereits ihr Vater Dragan Obradović auf internationaler Ebene für Jugoslawien betrieben hatte. Zuvor hatte sie mehr als zehn Jahre Tanzsport betrieben.
Im Jahr 2002 nahm Obradović erstmals an einem internationalen Wettbewerb teil. Bei den Junioren-Weltmeisterschaften in Trakai ruderte sie im Einer am Ende auf den 14. Platz. Bei den U23-Weltmeisterschaften 2004 in Posen gewann sie die Bronzemedaille im Einer, im Folgejahr in Amsterdam die Goldmedaille. Bei den im gleichen Jahr stattfindenden Ruder-Weltmeisterschaften 2005 in Gifu erreichte sie im Einer den 10. Platz. Ein Jahr später startete sie erneut bei den U23-Weltmeisterschaften und gewann dabei in Hazewinkel die Silbermedaille. Bei den Ruder-Weltmeisterschaften 2006 in Eton belegte sie am Ende Platz elf. 2007 scheiterte sie bei den Europameisterschaften nur knapp an den Medaillenrängen und wurde am Ende Vierte. Bei den Olympischen Spielen 2008 in Peking im Einer teil und erreichte am Ende den elften Platz. Kurz darauf startete sie erneut bei den Ruder-Europameisterschaften 2008 in Athen, verpasste dabei jedoch erneut als Vierte nur knapp die Medaillenränge. 
Den neuen Olympiazyklus begann sie bei den Weltmeisterschaften 2009 in Posen auf dem siebten Rang. Es folgten im Einer ein achter Platz bei den Europameisterschaften 2010 und ein sechster Platz bei den Weltmeisterschaften im selben Jahr. Gemeinsam mit Ivana Filipović startete Obradović 2011 im Doppelzweier. Das Duo belegte zwar lediglich Platz 11 bei den Weltmeisterschaften in Bled; wenige Wochen gewann die Mannschaft jedoch die Europameisterschafts-Silbermedaille hinter dem siegreichen ukrainischen Duo. In der olympischen Saison 2012 ruderte Obradović wieder im Einer, sie verpasste in Luzern jedoch mit dem fünften Platz bei der abschließenden FISA-Qualifikationsregatta die Qualifikation für die Olympischen Spiele von London. Im September 2012 gewann sie bei den Europameisterschaften in Varese die Silbermedaille hinter Donata Vištartaitė aus Litauen.
Obradović führte ihre Ruderkarriere fort, konnte aber zu Beginn der Saison 2013 bei den Europameisterschaften in Sevilla nicht das Finale erreichen. Nach dem Gewinn des Einerwettbewerbes bei den Mittelmeerspielen im türkischen Mersin stieg sie zu den Weltmeisterschaften in Korea wieder gemeinsam mit Filipović ins Boot, allerdings in den geriemten Zweier ohne Steuerfrau. Die Mannschaft erreichte den siebten Rang. 2014 begann Obradović zunächst im Einer, bei den Weltmeisterschaften ruderte sie im Zweier-ohne mit Jovana Arsić dann auf den neunten Rang. Das Duo wechselte im Folgejahr in den geskullten Doppelzweier und erreichten den elften Rang bei den Weltmeisterschaften in Frankreich. 2016 versuchte sich Obradović für die Olympischen Spiele in Rio de Janeiro zu qualifizieren, sie verpasste den relevanten Endlauf jedoch und schied im Hoffnungslauf aus.
Ihr Wettkampfgewicht betrug rund 76 kg bei einer Körpergröße von 1,87 m. Sie startete für den Verein Danubius VK 1885 in ihrer Heimatstadt Novi Sad und hat vier Geschwister. An der University of California, Berkeley erhielt sie im Jahr 2016 einen Bachelorabschluss in Anthropologie. Im Laufe ihres Studiums trainierte sie seit 2005 in zahlreichen College- und Universitätsmannschaften in den Vereinigten Staaten, unter anderem mit Mitgliedern der US-Rudernationalmannschaft. Nach ihrer aktiven Karriere als Sportlerin wurde Obradović im November 2016 Rudertrainerin bei den UCLA Bruins.